# Rogán Antal
Rogán Antal (Körmend, 1972. január 29. –) magyar politikus, közgazdász, 1998 óta országgyűlési képviselő. 1998–2012 között a Fidesz Országgyűlési Képviselőcsoportjának frakcióvezető-helyettese, majd 2012–2015 között frakcióvezetője. 2006–2014 között Budapest V. kerületének polgármestere. 2001–2006 között az Országgyűlés Informatikai és távközlési bizottságának alapító elnöke, 2010-től a Gazdasági és informatikai bizottságának elnöke. 2015-től miniszteri rangban a Miniszterelnöki Kabinetiroda vezetője, a miniszterelnök kabinetfőnöke. A 2023-as és 2024-es Befolyás-barométer szerint ő Magyarország 3. legbefolyásosabb személye.
A kormánykritikusok csak „propagandaminiszternek” nevezik, utalva a goebbelsi propagandagépezetre hasonlító, 2022-ben a titkosszolgálatokkal kiegészített, általa irányított médiabirodalomra.
2025 elején a Biden-kormány az úgynevezett Magnyitszkij szankciós listára tette korrupciós tevékenység miatt. 2025 áprilisában a Trump-kormány törölte a listáról.

## Élete
A szlovén–osztrák–magyar hármashatárnál fekvő Szakonyfaluban nőtt fel, szlovén eredetű családban. A középiskolát a szentgotthárdi Vörösmarty Mihály Gimnáziumban végezte, ahol 1990-ben érettségizett, majd 1995-ben a Budapesti Közgazdaságtudományi Egyetem pénzügy szakán diplomázott. 1992 és 1995 között a Széchenyi István Szakkollégium tagja volt.
1995-től a Széchenyi István Szakkollégium nevelőtanára, emellett demonstrátor, később óraadó tanárként dolgozott az egyetem pénzügy tanszékén. A közgazdász diploma megszerzését követően a Magyar Nemzeti Bank munkatársa, majd a Batthyány Lajos Alapítvány titkára volt.

## Politikai pályafutása
Gimnáziumi évei alatt a szentgotthárdi Vörösmarty Mihály Gimnázium KISZ alapszervezetének titkára volt. A Fidelitas, a Fidesz ifjúsági szervezetének alapító tagja, 1997 novemberétől egyben alelnöke is volt. 2001-től 2003 májusáig a Fidesz alelnökeként tevékenykedett. A 2003-as néppárti átalakulás során a belváros-lipótvárosi választókerület elnöki tisztségével bízták meg.
Az 1998-as országgyűlési választáson a Fidesz országos listájának 24. helyéről került be az Országgyűlésbe. 1999-ben frakcióvezető-helyettessé választották, majd 2001-ben az Informatikai és távközlési bizottság alapító elnöke lett.
2002 októberében Belváros-Lipótváros önkormányzatában szerzett mandátumot, ahol a Fidesz–KDNP frakcióját irányította 2004 decemberéig.
A 2006-os országgyűlési választásig a Fidesz országos kampányát vezette, majd a belvárosi Fidesz elnökévé, 2006 őszén Belváros-Lipótváros polgármesterévé választották.
A 2010-es országgyűlési választáson a Fidesz budapesti listájának 5. helyén szerepelt, de végül Budapest 7. számú választókerületében (Belváros-Lipótváros), 53,62%-os eredménnyel nyert egyéni mandátumot. Ő lett az Országgyűlés Gazdasági és informatikai bizottságának elnöke. A 2010-es őszi önkormányzati választáson ismét elnyerte Belváros-Lipótváros polgármesteri tisztségét. 2012. június 2-től irányítja a Fidesz parlamenti frakcióját.Országgyűlési munkája során 2010 óta számos, a magyar családokat támogató törvényjavaslat kidolgozásában vett részt. Ilyen a rezsicsökkentés, az ingyenes készpénzfelvétel lehetővé tétele, a családi adókedvezmények bővítése, a devizahitelesek megsegítésére hozott intézkedések. 2010-2014 között 227 parlamenti felszólalása volt, 62 önálló és 237 nem önálló indítványt nyújtott be.
A 2014-es országgyűlési választásokon a Fidesz országos listájának 8. helyén szerepelt, de végül Budapest 1. számú választókerületében (Belváros-Lipótváros), 45,29%-os eredménnyel nyert egyéni mandátumot. 2014-2015 között is ő vezette a Fidesz országgyűlési frakcióját, és a Gazdasági bizottságot.
2015. október 17-étől miniszteri rangban a Miniszterelnöki Kabinetiroda vezetője, a miniszterelnök kabinetfőnöke.
2024. március 26-án Magyar Péter, az egykori igazságügy-miniszter férje nyilvánosságra hozott egy hangfelvételt, melyen Varga Judit szerint Rogánék kihúzatták magukat a Völner–Schadl-iratokból. Magyar 2024. április 6-ra tüntetést hirdetett a Kossuth-térre, többek között Rogán lemondását követelve.
2025. január 7-én az Egyesült Államok pénzügyi és gazdasági szankciós listára helyezte. 2025. áprilisában a Trump-kormányzat levette a listáról azzal az indoklással, hogy ottani szerepeltetése nem egyeztethető össze az Egyesült Államok külpolitikai érdekeivel.
Demokrata szenátorok szerint a levétel jogsértő módon történt, mivel az elnök nem értesítette előzetesen a Kongresszust.

## Belvárosi polgármesteri tevékenysége (2006–2014)
Vezetésével sok olyan intézkedést hozott Belváros-Lipótváros Önkormányzata, amelyek hozzájárultak a kerületben élők szociális biztonságához, közbiztonságához. Bevezették többek között az időseknek járó fűtéstámogatást, a diákokat segítő ingyenes tömegközlekedési bérletet, a nagycsaládosoknak járó havi 15 ezer forintos vásárlási támogatást, ami a kerület szociális boltjaiban használható fel. Az országban elsőként az V. kerületben indult el az ingyenes méhnyakrák elleni védőoltás igénybevételének lehetősége a fiatalok számára.
Az elmúlt években a legnagyobb változást a közterületi fejlesztések jelentették, amelyek szinte az egész kerületre kiterjedtek. 2007 óta megújult külsőt kapott többek között a Szent István tér és környéke, a Szabadság tér, a Veres Pálné utca, a Dorottya utca, valamint a Déli Belváros számos utcája. 2010-ben európai uniós források felhasználásával, kiemelkedő mértékű közterületi fejlesztés keretében Belváros-Lipótváros Önkormányzata létrehozta a Kecskeméti utca - Egyetem tér - Károlyi utca - Petőfi Sándor utca - Bécsi utca - Erzsébet tér - Október 6. utca összekapcsolásával „Belváros új Főutcáját”. A projekt második szakasza a Ferenciek tere, Március 15. tér és az ezekhez kapcsolódó kis utcák átalakítását foglalta magában, szintén uniós támogatások felhasználásával.
Törvényi változások miatt, 2014-től már összeférhetetlen a polgármesterség és az országgyűlési képviselőség. Ezért 2014 őszén már nem indult az önkormányzati választáson az V. kerületben a polgármesteri tisztségért. Utóda Szentgyörgyvölgyi Péter lett.

## Családja
Első felesége Sonnevend Alexandra. Gyermekük András (2003). 2006-ban elváltak.
2007-ben feleségül vette Gaál Cecíliát (1983), Gaál Antal korábbi MDF-es országgyűlési képviselő lányát. 2016-ban Rogán Cecília társtulajdonos és ügyvezető igazgató lett a Sarka Kata által alapított Nakama & Partners Kft. nevű médiaügynökségben, mely többek között a Miss World Hungary szépségverseny győzteseinek menedzselését végzi. Gyermekeik: Dániel (2009), Áron (2012). 2019 novemberében bejelentették válásukat.
2021-ban feleségül vette Obrusánszki Barbarát (házasságkötésük után Rogán Barbara), aki Kazincbarcikán érettségizett a helyi gimnáziumban. A férjénél 20 évvel fiatalabb Obrusánszki több szépségversenyen indult és egy ideig manöken is volt. Leánygyermekük 2025. január 29-én született.
Testvére, Rogán Valéria 2013 óta a Vas vármegyei Szakonyfalu társadalmi megbízatású polgármestere.

## Díjai
- Magyar Jótékonysági Díj (2010)

## Médiaszereplései
- 2010-ben feleségével részt vett a TV2 „Mr és Mrs" című vetélkedőjében.[32][33]
- 2011-ben kisebb szerepet vállalt a Jóban Rosszban című magyar teleregényben, melyben belvárosi polgármesterként, saját magát alakította.[34][35]
- 2013-ban feleségével részt vett a TV2 „Frizbi Hajdú Péterrel" című műsorában.[36]

## Személye körüli viták
- 2012 végén a Belvárosban felállított Rikkancs szobor kezében lévő újság címlapjára a Blikk fejléce került, noha Szőke Lajos szobrász a korhű Az Est fejlécét szándékozta a szobron megjeleníteni. Elmondása szerint Rogán kérte, hogy a szobron a Blikk logója szerepeljen.[37] Rogán szerint ő csak elbeszélgetett a szobrásszal, hogy a „mai legnagyobb bulvárlapnak” kellene szerepelnie a szobron, de a művész szabad kezet kapott. Tagadta, hogy azért történt volna ez így, mert a Blikk többször számolt be Rogán körüli pozitív eseményekről.[38] A Blikket kiadó Ringier Kiadó Kft. is tagadta, hogy bármilyen megegyezés lenne köztük és a polgármester vagy az önkormányzat között.[37]
- 2013 elején egy kép jelent meg az interneten Rogán Louis Vuitton márkájú táskájáról és állítólagos Hublot luxusmárkájú órájáról. Szóvá tették állítólagos nizzai útját és Audi Q5-ös autójának költségeit is.[39] Rogán tagadta, hogy valaha is Nizzában járt volna, táskáját pedig egy jótékonysági árverés keretében eladta a Vaterán.[40][41]
- A 2014-es országgyűlési választások előtt többször módosította 2013-as vagyonnyilatkozatát, miután nyilvánosságra került, hogy pontatlanul adta meg a még 2009-ben, a budai Pasa Parkban, feleségével közösen vásárolt nagy értékű lakásának méretét és tulajdoni hányadát. Ezért választókerületi ellenfele, Kerék-Bárczy Szabolcs vagyonosodási eljárást kezdeményezett ellene, Juhász Péter, az Együtt-PM Szövetség társelnöke pedig feljelentette. Rogán „reménytelen helyzetben lévő baloldali politikusok utolsó kétségbeesett próbálkozásának” minősítette az esetet.[42][43][44][45] Adóhatósági vizsgálatot kezdeményezett maga ellen, majd kijelentette, hogy a NAV mindent rendben talált.[46]
- 2014-ben, politikai ellenfelei és a média egy része kifogásolta, hogy húsvétkor 2 kg-os magyar sonkát, októberben, az idősek világnapján pedig 10 000 forintos Erzsébet utalványt ajándékozott az V. kerületi önkormányzat a kerületben élő, fűtési támogatásra szoruló nyugdíjasoknak. Szerintük a választási években szüneteltetni kellene az ajándékozást. Az önkormányzat közleményben reagált a kritikára.[47] A Nemzeti Választási Bizottság pedig elutasította az ezzel kapcsolatos beadványt.[48][49][50]
- 2016. október elején Rogán családjával helikopterrel utazott egy családi esküvőre Budaörs és Mándok között. A Népszabadság napilap megkeresésére a politikus ezt először tagadta,[51] majd a lap által közzétett fényképek és információk alapján ellentmondásba keveredett korábbi állításával,[52] valamint arra sem válaszolt, hogy a helikopteres utazás egyes források szerint 1,5 millió forintos becsült költségét miből finanszírozta. Rogán a 444.hu újságírójának sokadszori megkeresésére sem reagált.[53]
- 2021-ben, leendő harmadik feleségének családja az eljegyzés után adásvételi szerződést kötött 1171 hektárnyi terület megvételére Borsod megyében úgy, hogy a vételár 95 százalékát, tehát több mint 1,5 milliárd forintot az állami tulajdonú Budapest Bank földvásárlási hiteléből fizették volna. Az illetékes kormányhivatal azonban megtagadta azok hatósági jóváhagyását.[54][55][56] Mind Rogán, mind a Budapest Bank tagadta, hogy ilyen banki hitelszerződést kötöttek volna.[57][58] Utóbb a Telex.hu hírportáltól bocsánatkérést várt el, miután szerinte valótlanok voltak a felesége családját ért, portálon is megjelent állítások az általuk felvett hitelről és földtulajdonlásról – mindezt azután tette, hogy két hónapig nem is reagált a portál megkereséseire.[59]
- Rogán nevéhez köthető egy bizonyos szabadalom is, mely révén a vagyonnyilatkozata alapján 2017-től tesz szert havi több tízmilliós többletjövedelemre. A szabadalom egy elektronikus aláírási technológiára vonatkozik, melyhez Rogánon kívül két másik személy, Csik Balázs és Lengyel Csaba kötődik; „Rogán találmánya” a későbbi években is több kritikát váltott ki, főleg, hogy a technológia mögötti cégstruktúra eléggé rendhagyóan működött, többek közt kormányzati tenderek kizárólagos megnyerhetőségével, Rogán pedig a találmánya után 2017-től 2023-ig összesen 1,1 milliárd forintot kapott.[60][61]
- 2025 március végén Hadházy Ákos tett közzé több képet is közösségi felületekről, amiken Rogán felesége, Rogán Barbara több tízmilliós luxusöltözékekben látható,[62] erre Rogán válaszában némi személyeskedés mellett azzal bírálta Hadházyt, hogy egy frissen szült kismamát támad. Hadházy úgy válaszolt: „Nem vall valami nagy bátorságra egy csecsemő kiságya mögé bújni a kellemetlen kérdések elől. A kislányának jó egészséget kívánok, tisztában vagyok azzal, hogy egyetlen gyermek sem felelős a szülei bűneiért. Legfeljebb egész életében szégyellheti azokat.”[63] Utóbb az az állítás hangzott el Gulyás Gergely miniszterelnökségi minisztertől, hogy Rogán szerint Hadházy állításai a luxuscikkekről hazugságok. A kérdésre, hogy ez esetben kié a képeken látható holmik a Kormányzati Tájékoztatási Központ érdemi választ nem adott.[64]